# Eucharis cassius
Eucharis cassius är en stekelart som beskrevs av Fernando 1957. Eucharis cassius ingår i släktet Eucharis och familjen Eucharitidae.
Artens utbredningsområde är Sri Lanka. Inga underarter finns listade i Catalogue of Life.